# Анастасьев, Николай Аркадьевич
Никола́й Арка́дьевич Анаста́сьев (12 февраля 1940, Москва — 10 января 2021) — советский и российский литературовед-американист, доктор филологических наук (1980). Сын театроведа Аркадия Анастасьева (1914—1980) и литературоведа Елены Любарёвой (1916—1992) .

## Биография
Окончил филологический факультет МГУ (1962), на протяжении многих лет преподавал там же (с 1990 года профессор). В 1968 году защитил кандидатскую диссертацию «Творчество Томаса Вульфа и основные проблемы развития американского романа 30-х годов». Доктор филологических наук (1982, диссертация «Традиции и новаторство в литературе критического реализма XX века : форма „субъективной“ эпопеи в романе США и Англии»). Специалист по американской литературе XX века, в том числе по творчеству Уильяма Фолкнера и Эрнеста Хемингуэя, Артура Миллера. Опубликовал также книги о казахских писателях Абае Кунанбаеве, Мухтаре Ауэзове (в серии «Жизнь замечательных людей») и Абдижамиле Нурпеисове.
Работал в редакциях журналов «Вопросы литературы» (1967—1988, позднее член редколлегии), затем «Иностранная литература» (с 1988 года). Публиковал статьи в журналах «Литературное обозрение», «Новый мир», «Знамя», «Дружба народов» и т. д. Лауреат премии журнала «Литературное обозрение» (1984).
Умер в 2021 году. Прах захоронен в могиле родителей на Ваганьковском кладбище.

## Сочинения
- Фолкнер: Очерк творчества. — М.: Художественная литература, 1976.
- Разочарование и надежды: Заметки о западной литературе сегодня. — М.: Советский писатель, 1979.
- За и против человека. — М.: Советский писатель, 1980.
- Литература человеконенавистничества: Сборник статей. — М.: Художественная литература, 1980.
- Художник и общество: Свобода личности и свобода творчества. — М.: Художественная литература, 1980.
- Творчество Эрнеста Хемингуэя: Книга для учащихся. — М.: Просвещение, 1981.
- Современная литература за рубежом. — М.: Советский писатель, 1983.
- Обновление традиции: Реализм XX в. в противоборстве с модернизмом. — М.: Советский писатель, 1984.
- Продолжение диалога: Советская литература и художественные искания XX в. — М.: Советский писатель, 1987.
- Феномен Набокова. — М.: Советский писатель, 1992. — ISBN 5-265-02148-5
- Владимир Набоков. Одинокий Король. — М.: Центрполиграф, 2002. — ISBN 5-227-01947-9
- «Небо в чашечке цветка»: Абдижамил Нурпеисов и его книги в мировом литературном пейзаже. — Алма-Ата: «Олке», 2004.
- Мухтар Ауэзов: Трагедия триумфатора. — М., 2006. — (серия ЖЗЛ) — 449 с.
- Абай: Тяжесть полета. — М., 2008. — (серия ЖЗЛ) — 383 с.